# Pratt & Whitney
Pour les articles homonymes, voir Pratt et Whitney.
Pratt & Whitney est un constructeur de moteurs d'avions américain dont la production est aussi bien utilisée pour les avions civils que pour les avions militaires. L'entreprise fut fondée en 1925 par Frederick Rentschler, à la suite du rachat de Pratt & Whitney Measurement Systems (en) qui avait été fondé en 1860 par Francis Pratt (en) et Amos Whitney (en). Le siège du groupe se trouve à East Hartford dans le Connecticut.

## Histoire

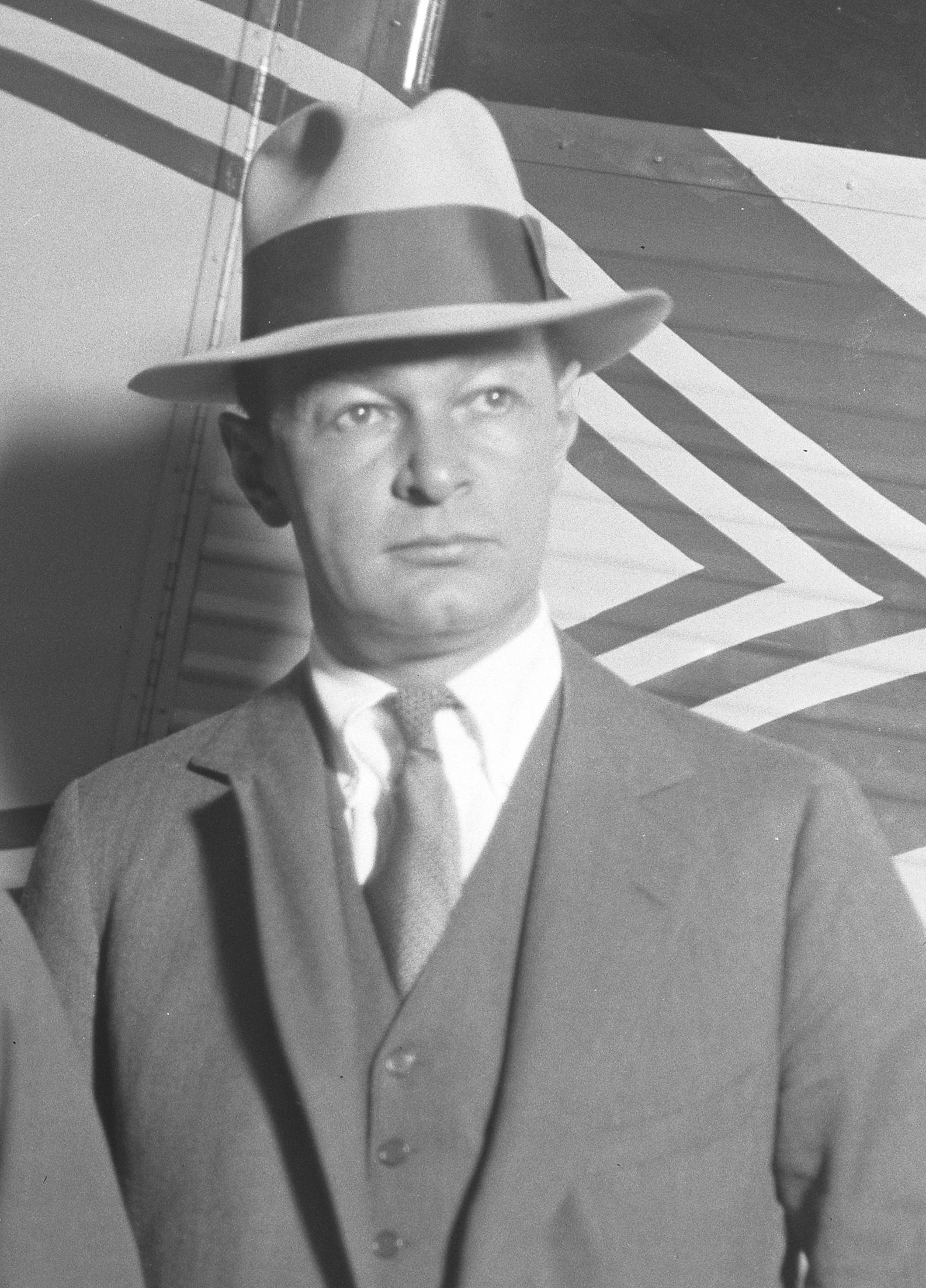
Frederick Rentschler

Francis Pratt et Amos Whitney ne sont pas les pères de la compagnie telle qu'on la connaît aujourd'hui. Au début, la compagnie fabriquait des armes à feu (1861 est le début de la guerre de Sécession) puis, après la guerre, d'autres objets comme des cabines téléphoniques et des machines-outils.
En 1925, plusieurs années après la mort des deux fondateurs, Frederick Rentschler, un pilote de la Première Guerre mondiale, racheta petit à petit la compagnie et orienta les recherches du bureau d'étude vers les moteurs d'avions. Il garda néanmoins le nom de Pratt & Whitney.
En 1939, la capacité de production est de 200 moteurs par mois. Les financements français, au déclenchement de la Seconde Guerre mondiale, permettent de doubler celle-ci.

## Économie
C'est l'un des quatre plus grands constructeurs de moteurs d'avions avec GE Aerospace, Rolls-Royce et Safran Aircraft Engines. Aujourd'hui, en plus des réacteurs d'avions, Pratt & Whitney produit aussi des turbines fixes pour l'industrie et la production d'électricité, des turbines de navires, des moteurs pour les locomotives ainsi que des moteurs d'engins spatiaux depuis le rachat de la société Rocketdyne en 2005.
Pratt & Whitney faisait partie jusqu'en 2020 d'un conglomérat d'entreprises de haute technologie appelé United Technologies, qui a été fusionnée en mars 2020 à Raytheon Company pour former Raytheon Technologies. La maison mère a créé en 1928 Pratt & Whitney Canada (P&WC) qui à l'origine était chargée de la révision et l’entretien des moteurs, mais qui depuis les années 1960 conçoit et construit les petits moteurs pour les avions d'épandage aérien, d'affaires, de transport régional, de recherche et sauvetage et pour les hélicoptères. 

## Polémique
- Mars 2017 : à la suite de certains incidents, les autorités aériennes indiennes ont diligenté des enquêtes visant directement les moteurs Pratt & Whitney qui équipent l'A320 NEO[4].

## Réacteurs pour gros porteurs
- JT4 simple flux
  - Boeing 707

- JT3D/TF33
  - Boeing 707
  - E-3 Sentry de l'USAF et de l'OTAN
  - E-8 Joint STARS
  - KC-135
  - RC-135 Rivet Joint
  - B-52 Stratofortress
  - C-141

- JT8D
  - Boeing 727
  - Boeing 737
  - Douglas DC-9
  - Sud-Aviation SE 210 Caravelle

- JT9D
  - Airbus A300
  - Airbus A310
  - Boeing 747
  - Boeing 767
  - McDonnell Douglas DC-10

- PW2000/F117-PW-100
  - Boeing 757
  - C-17 Globemaster III

- PW4000
  - Airbus A300-600
  - Airbus A310-300
  - Airbus A330-200/300
  - Boeing 747-400
  - Boeing 767
  - Boeing 777-200/300
  - McDonnell Douglas MD-11

- PW6000
  - Airbus A318

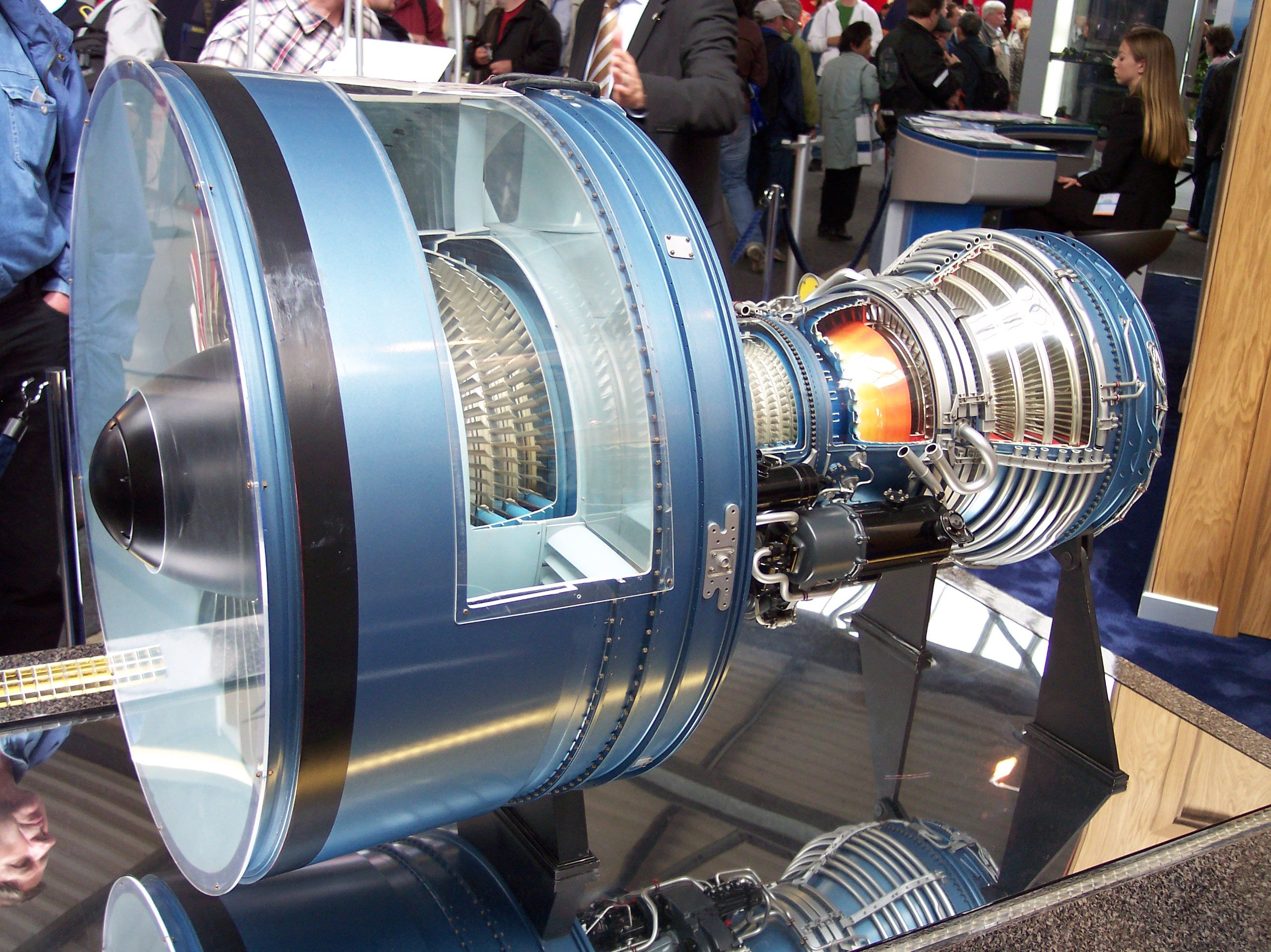
Maquette du réacteur PW 4000

- IAE V2500 (avec Rolls-Royce, MTU et JAEC)
  - Airbus A320 et ses dérivés (sauf l'A318)
    - A319 (V2500-A5)
    - A320 (V2500-A1/-A5)
    - A321 (V2500-A5)
    - Airbus Corporate Jet (V2500-A5)
- PW1100G
  - Airbus A320neo
- PW1500G
  - Airbus A220 (ex-Bombardier CSeries)

- PW1700G
  - Embraer 175-E2

- PW1900G
  - Embraer 190-E2
  - Embraer 195-E2

- Engine Alliance GP7200 (avec General Electric)
  - Airbus A380

## Réacteurs pour avions militaires
- Pratt & Whitney J57

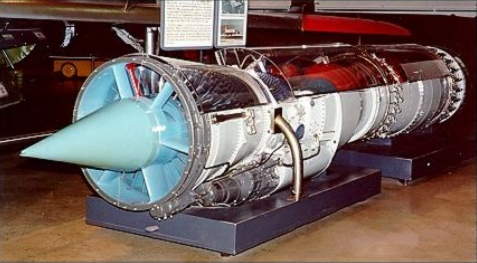
Un réacteur J57

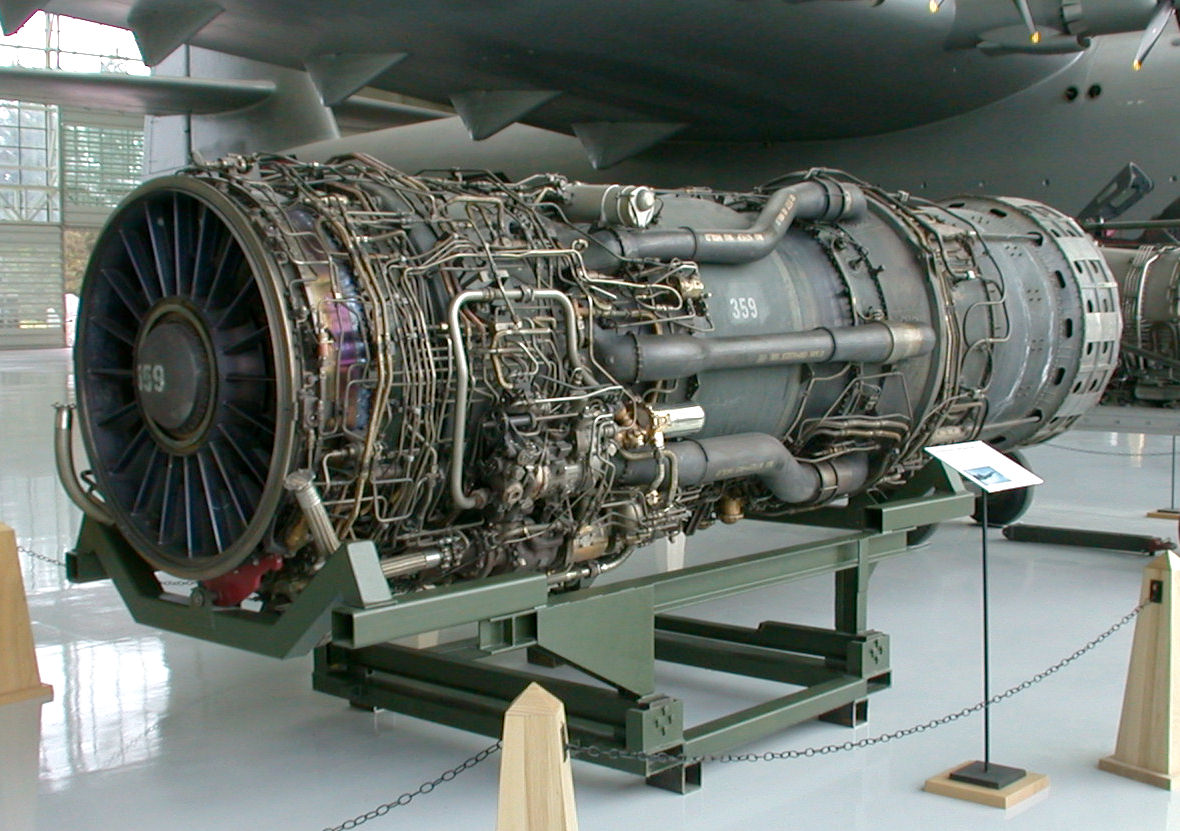
Réacteur J58

  - North American F-100 Super Sabre
  - McDonnell F-101 Voodoo
  - Convair F-102 Delta Dagger
  - Vought F-8 Crusader
  - Lockheed U-2

- J58/JT11D
  - Lockheed A-12 Oxcart
  - Lockheed SR-71
  - Lockheed YF-12

- TF30
  - F-111
  - F-14

- F100
  - F-15 Eagle
    - F-15E Strike Eagle
    - F-15SE Silent Eagle

  - F-16

- F119
  - F-22 Raptor

- F135
  - F-35 Joint Strike Fighter.

## Les anciens moteurs
- Wasp
- Hornet
- Wasp Junior. (en)
- Twin Wasp Junior
- Twin Wasp
- Double Wasp

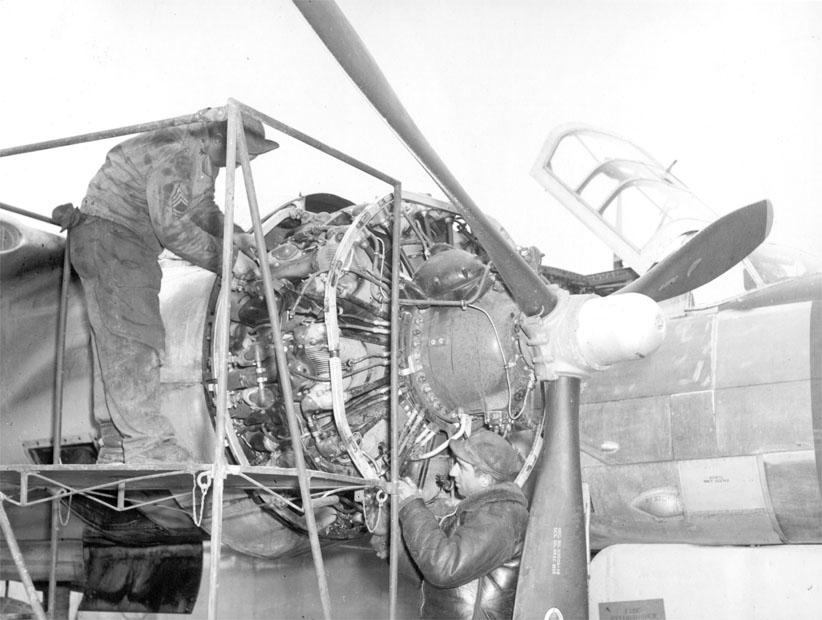
Pratt & Whitney R-2800 sur A-26 Invader

- Wasp Major - moteur pour les bombardiers et les transporteurs.

- JT15D-4 (Aérospatiale Corvette)